# Ulica Tadeusza Kościuszki w Płocku
Ulica Tadeusza Kościuszki w Płocku (dawniej Dominikańska) – ulica na Starym Mieście w Płocku. Zaczyna się przy placu Gabriela Narutowicza, kończy blisko 300 metrów dalej na skrzyżowaniu z ulicą Misjonarską, gdzie przechodzi w plac Jarosława Dąbrowskiego.

## Historia
Ulica początkowo była traktem prowadzącym do Wyszogrodu, Czerwińska i dalej na Ruś Kijowską. Kościół św. Dominika i pobliski cmentarz znajdujące się w rejonie obecnego placu Obrońców Warszawy wytyczały wschodnie granice miasta. Dalej trakt zakręcał w stronę dzisiejszych rogatek warszawskich. Na początku XIV w. rozwój miasta poszedł w przeciwnym kierunku, a tereny wokół traktu, nazywane  przedmieściem wyszogrodzkim, pozostały niezmienione aż do końca XVII wieku. W wyniku II rozbioru Polski miasto zajęli Prusacy. Droga została wyprostowana, położono kostkę brukową, która przetrwała do dziś pod warstwą asfaltu. Wzdłuż ulicy zaczęły powstawać nieduże klasycystyczne domy z ogrodami dla urzędników niemieckich.

## Ważniejsze obiekty
Kościuszki 3 – dawna elektrownia Górnickich
Niegdyś budynek należący do rodziny Górnickich, którym przypisuje się zelektryfikowanie Płocka. Górniccy uruchomili w nim pierwszą w mieście elektrownię. Obecnie mieści Dział zbiorów audiowizualnych Książnicy Płockiej.
Kościuszki 6 – Książnica Płocka
Budynek powstały w 1902 roku w celu stworzenia siedziby dla Towarzystwa Kredytowego Ziemskiego. Zaprojektowany został przez dwóch polskich architektów: Apoloniusza Nieniewskiego i Władysława Kozłowskiego. Po przeniesieniu Towarzystwa Kredytowego do Warszawy budynek przejęły siostry zakonne. Pozostał w majątku zakonnym, nawet w okresie Polski Ludowej, kiedy był siedzibą Komitetu Wojewódzkiego PZPR. Po roku 1989 budynek wykupiła Wojewódzka Biblioteka Publiczna, a następnie zaadaptowała do swoich potrzeb. Obecnie jest to gmach główny Książnicy Płockiej im. Władysława Broniewskiego.
Kościuszki 8
Neorenesansowy budynek z końca XIX wieku, początkowo siedziba Płockiego Towarzystwa Rolniczego.
Kościuszki 9
Dziewiętnastowieczny piętrowy budynek, stojący przy zachodnim narożniku placu Obrońców Warszawy, dawna siedziba NKWD, obecnie Szkoła Języków Obcych.
Kościuszki 13
Parterowy budynek z poddaszem z początku XIX wieku, do wybuchu pierwszej wojny światowej siedziba Poczty Polskiej
Kościuszki 16 – kościół podominikański
Budynek świątyni wzniesiono w latach 1227–1237, a około 1590 roku gruntownie przebudowano. Po zajęciu Płocka przez Prusaków kościół w 1805 r. został zamieniony na świątynię protestancką. Wystrój wnętrza sięga połowy XVIII wieku. Obecnie jest kościołem parafialnym parafii św. Maksymiliana Kolbego.
Kościuszki 18 – klasztor podominikański
Klasztor dominikański ufundował w 1234 roku Konrad Mazowiecki. W latach 1570–1573 został powiększony o dom dla nowicjatu i kaplicę. W drugiej połowie XIX w. budynki zakonników zaadaptowano na cele mieszkalne, szkolne i jako archiwum. Obecnie klasztor służy za kościół parafialny prawosławnej parafii Przemienienia Pańskiego.
Kościuszki 20 – Akademickie Liceum Ogólnokształcące
Gmach Akademickiego Liceum Ogólnokształcącego przy Akademii Mazowieckiej w Płocku. Dawniej siedziba Instytutu Języków Obcych PWSZ.
Kościuszki 24 – dom Władysława Broniewskiego
Niewielki, wzniesiony pod koniec XIX wieku budynek, w którym urodził się i mieszkał poeta Władysław Broniewski. Od strony ogrodu rozpościera się kilkusetletni dąb szypułkowy, o którym wspomniał w swych wierszach Broniewski. Obecnie siedziba płockiego okręgu Związku Nauczycielstwa Polskiego.
Kościuszki 28 – szpital miejski
Dwukondygnacyjna XVIII-wieczna kamienica. W pierwszej połowie XVIII wieku za sprawą Michała Poniatowskiego przeniesiono tu Szpital św. Trójcy.